# Aleksandra Katsjoerkina
Aleksandra Valerjevna Katsjoerkina (Russisch: Александра Валерьевна Качуркина) (Seversk, 9 april 1995) is een Russische langebaanschaatsster. 
Vanwege het embargo op Russische sporters deed Katsjoerkina niet mee aan de Olympische Spelen van PyeongChang.

## Records

### Persoonlijke records[2]
| Afstand    | Tijd    | Datum            | Baan           |
| ---------- | ------- | ---------------- | -------------- |
| 500 meter  | 38,72   | 3 december 2017  | Calgary        |
| 1000 meter | 1.14,72 | 10 december 2017 | Salt Lake City |
| 1500 meter | 1.58,85 | 24 maart 2018    | Inzell         |
| 3000 meter | 4.19,76 | 22 januari 2015  | Kolomna        |
| 5000 meter | 7.38,82 | 27 december 2015 | Kolomna        |

bijgewerkt 3 maart 2018 

## Resultaten
| Jaar | WK Junioren                            |
| ---- | -------------------------------------- |
| 2013 | DQ3 (13e, 11e, DQ, -) 4e achtervolging |
| 2014 | NC27 (12e, 25e, 15e, -)                |

(#, #, #, #) = afstandspositie op  juniorentoernooi (500m, 1500m, 1000m, 3000m).